# Виксбергская кампания
Виксбергская кампания (The Vicksburg Campaign) происходила с декабря 1862 по июль 1863 года на западном театре гражданской войны в США. В этой кампании федеральная армия провела серию сражений с целью овладения Виксбергом — сильной крепостью, контролирующей реку Миссисипи. В результате главнокомандующий Теннессийской армией генерал-майор Улисс Грант сумел разбить части генерала Конфедерации Джона Пембертона и захватить крепость.
Военные историки обычно делят кампанию на два периода: Операции против Виксберга (декабрь 1862 — январь 1863) и Операции Гранта против Виксберга (март-июль 1863).

## Предыстория
Крепость Виксберг представляла для Конфедерации исключительную стратегическую важность. Президент Джефферсон Дэвис говорил, что «Виксберг — это гвоздь, соединяющий две половины Юга». Удерживая крепость, южане контролировали навигацию по Миссисипи. Эта крепость, как и устье Ред-Ривер и Порт-Гудзон, обеспечивало связь с западными штатами, которые поставляли на восток продовольствие. Крепость имела хорошие естественные укрепления, из-за которых её назвали «Гибралтаром Конфедерации». Она располагалась на высоком крутом утёсе над изгибом реки, который не позволял приблизиться к ней со стороны воды. К северу и востоку находилась дельта реки Миссисипи (так наз. Язу-Дельта), практически непроходимое болото, которое тянулось на 320 километров на север и 80 километров на восток. В 19 километрах выше по течению находилось укрепление Хэйнес-Блафф. К западу от Виксберга лежали земли штата Луизиана с плохими дорогами и частыми зимними наводнениями.
Город уже пережил одно нападение северян. 18 мая 1862 года адмирал Дэвид Фаррагут поднялся вверх по реке после падения Нового Орлеана и нанёс некоторый ущерб окрестностям города. У адмирала не было достаточно сил для продолжения начатого, поэтому он вернулся в Новый Орлеан. В июне он вернулся и начал бомбардировку города, чтобы склонить его к капитуляции, однако успеха не достиг. Бомбардировка растянулась на весь июль, произошло несколько столкновений с судами Конфедерации, но всё же сил было недостаточно для десанта. Однако Фаррагут нашёл способ обойти Виксберг по каналу, прорытому через перешеек полуострова Де-Сото. 28 июня генерал Томас Вильямс приступил к рытью канала. Множество рабочих погибло от тропических болезней, и работы приостановили 24 июля. Через две недели Вильямс был убит в сражении при Батон-Руж.
В конце 1862 года генерал-майор Генри Хэллек из командующего Западным Театром был произведен в верховные главнокомандующие Союза. 23 ноября он предложил Гранту провести крупное наступление вниз по Миссисипи к Виксбергу. Позже Хэллека критиковали за то, что он не начал наступление напрямую из Мемфиса, когда ещё был командующим войсками в регионе. Он верил, что крепость можно взять силами флота, не подозревая, что у флота недостаточно пехотных частей для наземных операций. К концу года проблема усложнилась, поскольку южане перебросили в Виксберг подкрепления.
Армия Гранта создала себе базу в Холли-Спрингс. Грант начал планировать двойную атаку Виксберга. Генерал Уильям Шерман должен был двигаться вниз по реке с четырьмя дивизиями (32 000 человек), а Грант с остальными силами (40 000) собирался наступать по железной дороге на Оксфорд и там пытаться выманить армию противника из города и напасть на них около Гренады.
Миссисипской армией Юга командовал Джон Пембертон — пенсильванец, сражавшийся на стороне Конфедерации. Под его командованием находилось примерно 12 000 человек в Виксберге и Джексоне. Ещё 24 000 человек под командованием Эрла ван Дорна стояли в Гренаде.

## Боевые действия декабря 1862 — января 1863

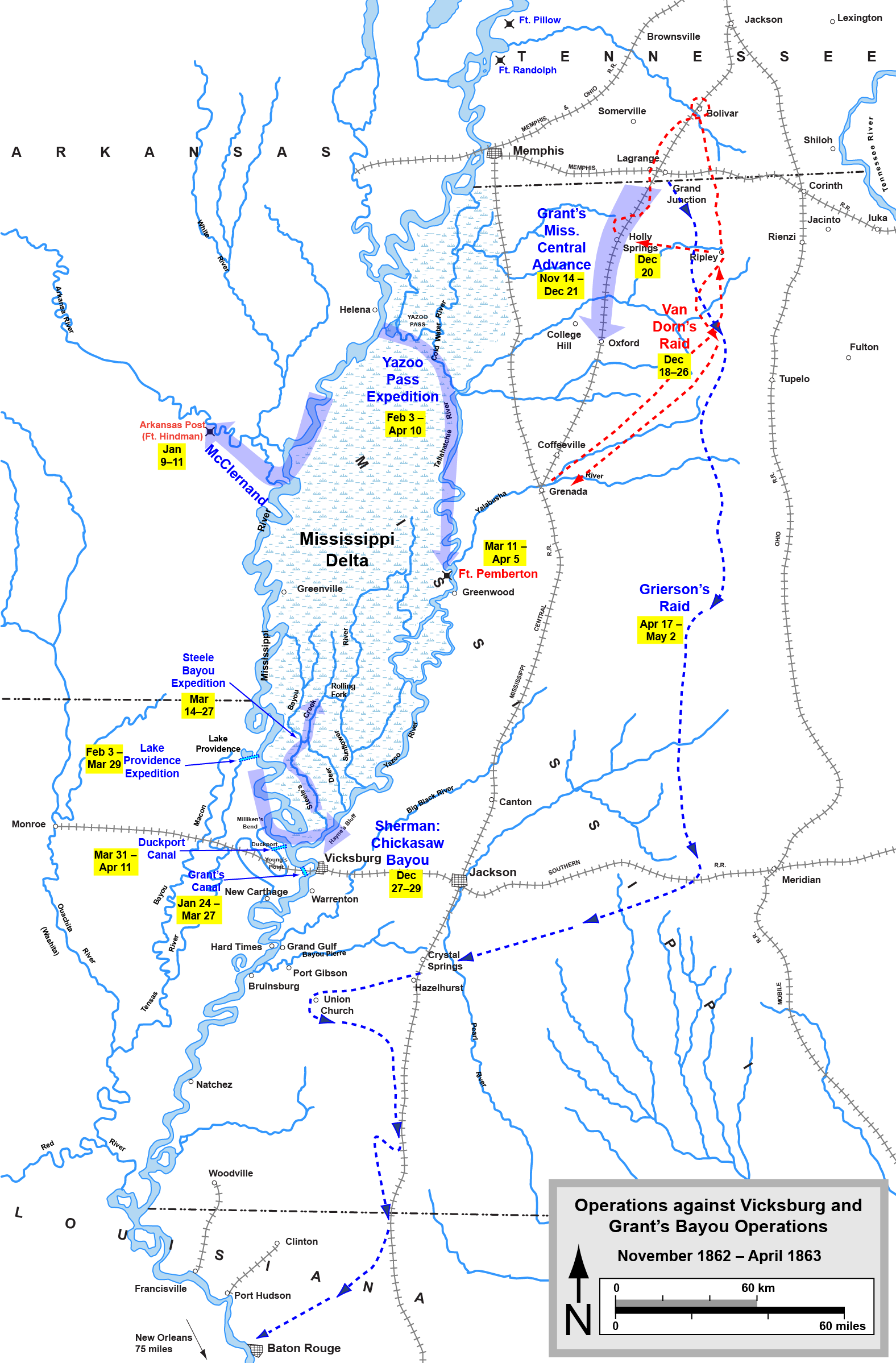
Операции против Виксберга

«Операции против Виксберга декабря 1862 — января 1863» представляют собой два сражения — неудачную попытку Шермана прорваться к Виксбергу, известную как сражение у протоки Чикасоу, и более удачное сражение за форт Хиндман в Арканзасе.

### Сражение у протоки Чикасоу
26 декабря 1862 года три федеральные дивизии выгрузились на сушу около Плантации Джонсона на реке Язу для наступления на Виксберг с северо-востока. Четвёртая дивизия высадилась выше по течению 27 декабря. 27 декабря федералы двинули свои дивизии вперёд через болота к Вэлнат-Хиллс, которые были хорошо укреплены южанами. У Джона Пембертона было для обороны всего 14 000 человек. Противник превосходил его почти втрое, но позиция Пембертона была очень сильной. В бесплодных атаках Шерман потерял 200 человек убитыми, 1000 ранеными и 500 пленными. В итоге Шерман был вынужден отступить и планы генерала Гранта взять Виксберг сходу сорвались.

## Силы сторон
Теннессийская армия Гранта на начало кампании насчитывала 44 000 человек, но к июлю выросла до 75 000. Она состояла из пяти корпусов:
XIII корпус генерала Джона МакКлернанда; XV корпус генерала Уильяма Шермана; XVII корпус генерала Джеймса Макферсона; трёх дивизий из XVI корпуса генерала Кадвалладера Уошберна и отряд из дистрикта[чего?] Северная Луизиана под командованием бригадного генерала Элиаса Дэнниса. IX корпус Джона Парке присоединился к армии в июне.
Миссисипская армия Джона Пембертона насчитывала примерно 30 000 человек и состояла из пяти дивизий под командованием Уильяма Лоринга, Картера Стивенсона, Джона Форней, Мартина Смита и Джона Боуэна.
Силы генерала Джонстона в Раймонда и Джексона насчитывали примерно 6 000 человек. В их составе были две бригады — Пейтона Колкитта и Уильяма Уолкера.

## Сражения под Виксбергом в апреле-июля 1863

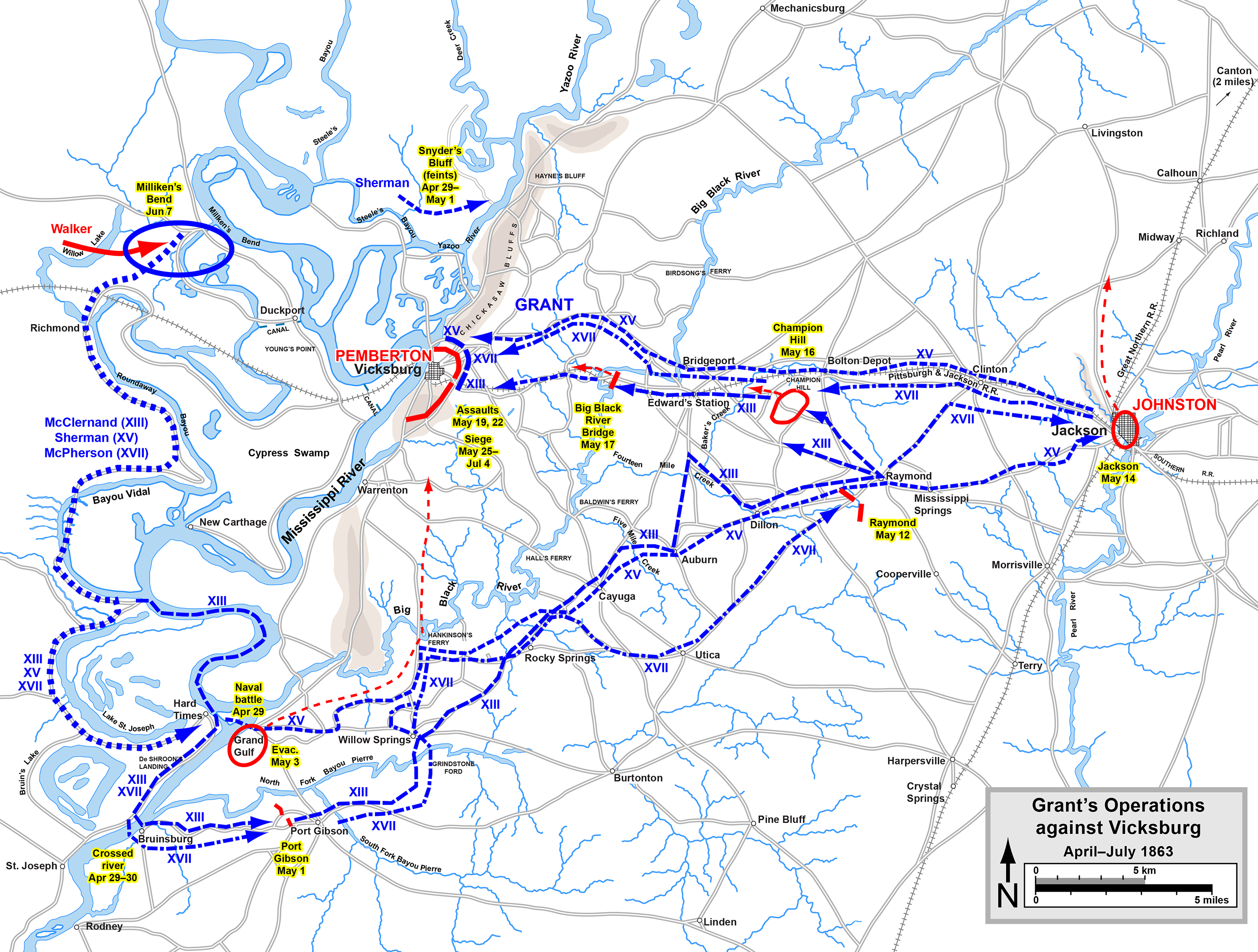
Операции Гранта против Виксберга.

Период, который принято называть «Операции Гранта против Виксберга», представлял серию сражений от Гранд-Галф до осады Виксберга. Сражение при Гранд-Галф произошло 29 апреля 1863 года, когда адмирал Дэвид Портер направил семь броненосцев для нападения на батарею противника у Гранд-Галф — на берегу Миссисипи, южнее Виксберга. Дивизия Джона Боуэна (неизвестной численности) выдержала бомбардировку и не позволила федералам высадить десант. Однако этот успех лишь слегка изменил планы Гранта. 3 мая дивизия Боуэна вынуждена была отойти.

### Сражение при Чемпион-Хилл
16 мая в 07:00 началось сражение при Чемпион-Хилл. Миссисипская армия Пембертона (около 22 000 человек) заняла оборону на хребте, фронтом на Джексон-Крик. В это время части федеральной армии вышли на его левый фланг, прикрытый дивизией Стефана Ли. Пембертон перебросил на помощь Ли ещё некоторые части. В 10:00 прибыл Грант и велел начинать атаку. В 11:30 северяне прорвались к основной линии обороны Пембертона и в 13:00 заняли хребет. Наступая дальше, они заняли единственный путь отступления армии Пембертона. Дивизия Боуэна бросилась в контратаку и выбила федералов обратно за хребет. Грант бросил в бой свежие силы и южане начали отступать на запад. Бригада Ллойда Тилгхама прикрывала отступление и понесла тяжёлые потери, в том числе погиб и сам генерал Тилгхам. В итоге армия Пембертона разделилась на две части - одна, под командованием самого Пембертона, отступала прямо на Виксберг, вторая, под командованием Лоринга, отступала более южной дорогой.

### Сражение при Биг-Блэк
Вечером 16 мая 5 000 человек отряда Пембертона (в основном, дивизия Джона Боуэна) заняли позицию перед мостом через реку Биг-Блэк. Пембертон ждал Лоринга, не зная, что тот идёт другой дорогой. Утром 17 мая позиции Боуэна были атакована силами трёх дивизий федерального XIII корпуса. Три бригады Пембертона сразу начали отступать за реку. В плен попало около 1800 человек. Однако, южане успели поджечь мост через реку и тем на сутки задержали наступление Гранта. Пембертон сдал командование Картеру Стивенсону и отправился готовить Виксберг к обороне.